# Сутормин, Георгий Алексеевич
Гео́ргий Алексе́евич Суторми́н (28 февраля 1917, Новоюрьево, Тамбовская губерния — 10 марта 1945, Латвийская ССР) — младший лейтенант Рабоче-крестьянской Красной Армии, участник Великой Отечественной войны, Герой Советского Союза (1945).

## Биография
Родился 28 февраля 1917 года в селе Новоюрьево (ныне — Староюрьевский район Тамбовской области). Окончил начальную школу. До призыва в армию проживал и работал в Москве. В 1938 году Сутормин был призван на службу в Рабоче-крестьянскую Красную Армию. Участвовал в боях советско-финской войны. С января 1942 года — на фронтах Великой Отечественной войны.
К июлю 1944 года гвардии младший лейтенант Георгий Сутормин командовал огневым взводом мотострелкового батальона 7-й гвардейской механизированной бригады 3-го гвардейского механизированного корпуса 1-го Прибалтийского фронта. Отличился во время освобождения Литовской и Латвийской ССР. 26 июля 1944 года во главе одного из расчётов в числе первых ворвался в Шяуляй и уничтожил несколько огневых точек противника. В период с 28 по 31 июля 1944 года в боях за Елгаву его взвод отразил несколько немецких контратак, поддержанных танками.
10 марта 1945 года погиб в бою. Похоронен в городе Ауце в Латвии.
Указом Президиума Верховного Совета СССР от 24 марта 1945 года гвардии младший лейтенант Георгий Сутормин посмертно был удостоен высокого звания Героя Советского Союза. Также был награждён орденами Ленина, Отечественной войны 1-й степени и Красной Звезды.